# Otoplana setosus
Otoplana setosus är en plattmaskart som först beskrevs av Du Plessis 1889, och fick sitt nu gällande namn av Wilhelmi 1908. Otoplana setosus ingår i släktet Otoplana och familjen Otoplanidae. Inga underarter finns listade i Catalogue of Life.